# Samuel Landau
Samuel Landau (ur. 9 sierpnia 1882 we Włocławku, zm. latem 1942 w Warszawie) – polski aktor żydowskiego pochodzenia, który zasłynął głównie z ról w przedwojennych żydowskich filmach i sztukach teatralnych w języku jidysz. Zginął latem 1942 w getcie warszawskim.

## Filmografia
- 1938: List do matki – jako Hersz Leib
- 1937: Ślubowanie – jako Szmul Weber
- 1937: Dybuk – jako Zalman
- 1937: Błazen purymowy – jako Mekele Zaidman
- 1936: Judel gra na skrzypcach – jako Saul Gold
- 1929: W lasach polskich – jako Józef Strahl
- 1924: Ślubowanie
- 1916: Małżeństwo na rozdrożu – jako Józef Gutman
- 1914: Macocha
- 1914: Ubój
- 1913: Kara Boża – jako Gindman
- 1913: Fatalna klątwa
- 1913: Córka kantora – jako Nuchem Ostorlin